# Теба (посёлок)
Теба — посёлок в Междуреченском городском округе Кемеровской Области.

## История
В 1874 году была построена торговая база Абаканского железоделательного завода. В 1886 году Александр III подарил Великому Князю Николаю Николаевичу Старшему золотоносный прииск. Вскоре прииск был сдан в аренду В. И. Асташеву. В 1924 году населённому пункту Теба был присвоен статус посёлка. В это время там насчитывалось около 5-и домов. С 1948 по 1958 год на левом берегу реки Томи расположился лагерь заключённых, основным занятием которых были вырубка и сплав леса. В 1950 году в посёлке началось строительство железнодорожной линии Новокузнецк—Абакан, в связи с чем был открыт медпункт. Строительство было завершено в 1957 году. В 1958 году началось активное строительство жилых домов для сотрудников леспромхоза. В 1963 году в Тебе была открыта школа, годом позже — ФАП. В 1975 году окончено строительство почты. В 1960—1990 годы посёлок являлся пунктом заготовки леса Кузнецкого леспромхоза. Некогда здесь были клуб, пекарня, вокзал и детский сад. При населении около 2000 человек в общеобразовательной школе насчитывалось более 300 учащихся.
В октябре 1984 года создан орган Тебинского самоуправления, позже получивший статус сельсовета. В настоящий момент организация вновь сменила название, теперь это Тебинское территориальное управление Администрации Междуреченского городского округа.

## География
Теба расположен в юго-восточной части Кемеровской области и находится на берегу реки Томь.
Уличная сеть
состоит из 13 географических объектов:
ул. Гранитная, ул. Дальняя, ул. Дорожная, ул. Зеленая, ул. Левобережная, ул. Новая, ул. Поселковая, ул. Притомская, ул. Стандартная, ул. Тебинская→ ул. Трактовая, ул. Цветочная, ул. Ягодная.

## Население
| 2010 |
| ---- |
| 706  |

## Инфраструктура
В 1990-е прекратила своё существование основная организация — лесозаготовительный участок Кузнецкого леспромхоза. Вместе с ним исчезли детский сад и клуб, железнодорожный вокзал. Жилой фонд также пришёл в упадок. По программе «ветхое жильё» многие жители посёлка переехали в город, а в поселковой школе осталось всего около 60 учеников.

## Транспорт
В посёлке имеется одноименная железнодорожная станция.